# Икарус 231
Икарус 231 је југословенски, двоседи, једномоторни једниокрилни нискокрилац дрвене конструкције са неувлачећим стајним трапом чији је прототип у фабрици Икарус завршен 1948. године. Намењен је курирској служби као авион за везу.

## Пројектовање и развој
Овај авион су пројектовали конструктори Слободан Зрнић и Светозар Поповић, на основу претходне своје конструкције авиона Икарус 211, а прототип је направљен у Икарусу. Авион је био потпуно дрвене конструкције нискокрилац са уграђеним линијским мотором Валтер Минор 6-III (Wалтер Minor 6-III). Имао је фиксни класични стајни трап са репном дрљачом. Авион је био двосед са затвореном кабином у којој су седели један иза другог два члана посаде.

### Технички опис
Носећа структура трупа авиона Икарус 231 је била класична решеткаста конструкција од заварених челичних цеви, предњи део трупа, капотажа мотора је била од алуминијумског лима а остали део трупа авиона је обложен импрегнираним платном. У трупу су биле смештене две кабине (кокпита) са поклопцем од плексигласа са дуплим командама и потребном инструментима. Кабине су биле у тандем распореду постављене једна иза друге.
Крила су била дрвене конструкције, конзолна и самоносећа са две рамењаче, трапезастог облика са благо заобљеним крајевима, обложена вишеслојном дрвеном лепенком. Конструкције репних површина су биле направљене као дрвене конструкције, обложени импрегнираним платном.
Стајни трап овог авиона је био класичан фиксан са две независне ноге са точковима на којима су се налазиле нископритисне гуме. У ногама су се налазили амортизери помоћу опруга. На репу авиона се налазила еластична челична дрљача.

## Оперативно коришћење
Направљена су два прототипа овог авиона. Први је коришћен у ЈРВ од 1948 до 1951. године када је предат Ваздухопловном савезу Југославије (ВСЈ) и тамо коришћен за обуку и тренажу спортских пилота. Други примерак је израђен 1948. г. под ознаком Икарус 231-1. највероватније нешто побољшан у односу на први прототип, он је интензивније коришћен и ЈРВ у периоду од 1948. г. до 1952. г. при чему је имао налет од 247 сати. Прилично израубован расходован је 1953. године.

## Земље које су користиле овај авион
| - Југославија-ФНРЈ/СФРЈ |